# Porcellidium scotti
Porcellidium scotti is een eenoogkreeftjessoort uit de familie van de Porcellidiidae. De wetenschappelijke naam van de soort is voor het eerst geldig gepubliceerd in 1935 door Pesta.